# Grand Bahama
Grand Bahama is een van de noordelijkste eilanden van de Bahama's, en het dichtst gelegen bij de Verenigde Staten, op ongeveer 90 kilometer van de kust van Florida. Hoofdplaats is Freeport.
Grand Bahama is met 1.373 km² oppervlakte het vierde eiland naar grootte van de in totaal 700 eilanden van de Bahama's. Er wonen ruim 50.000 mensen.

## Orkaan Dorian
Op 1 september 2019 kwam het tot verwoestende schade door de passage van orkaan Dorian over en door Grand Bahama. De helft van de residentiële gebouwen op het eiland werd vernield. Grand Bahama International Airport diende gesloten te worden omwille van de zware schade na de doortocht van Dorian.

## Geboren
- Michael Mathieu (24 juni 1984), sprinter